# Балиновце
Балиновце (на сръбски: Балиновце, Balinovce) е село в Югоизточна Сърбия, Пчински окръг, община Владичин хан.

## Население
Според преброяването на населението от 2011 г. селото има 120 жители.

### Етнически състав
Данните за етническия състав на населението са от преброяването през 2002 г.
- сърби – 149 жители
- цигани – 5 жители